# Mazury (Basses-Carpates)
Pour les articles homonymes, voir Mazury (homonymie).
Mazury est une localité polonaise de la gmina de Raniżów, située dans le powiat de Kolbuszowa en voïvodie des Basses-Carpates.